# Сайгон (порт)

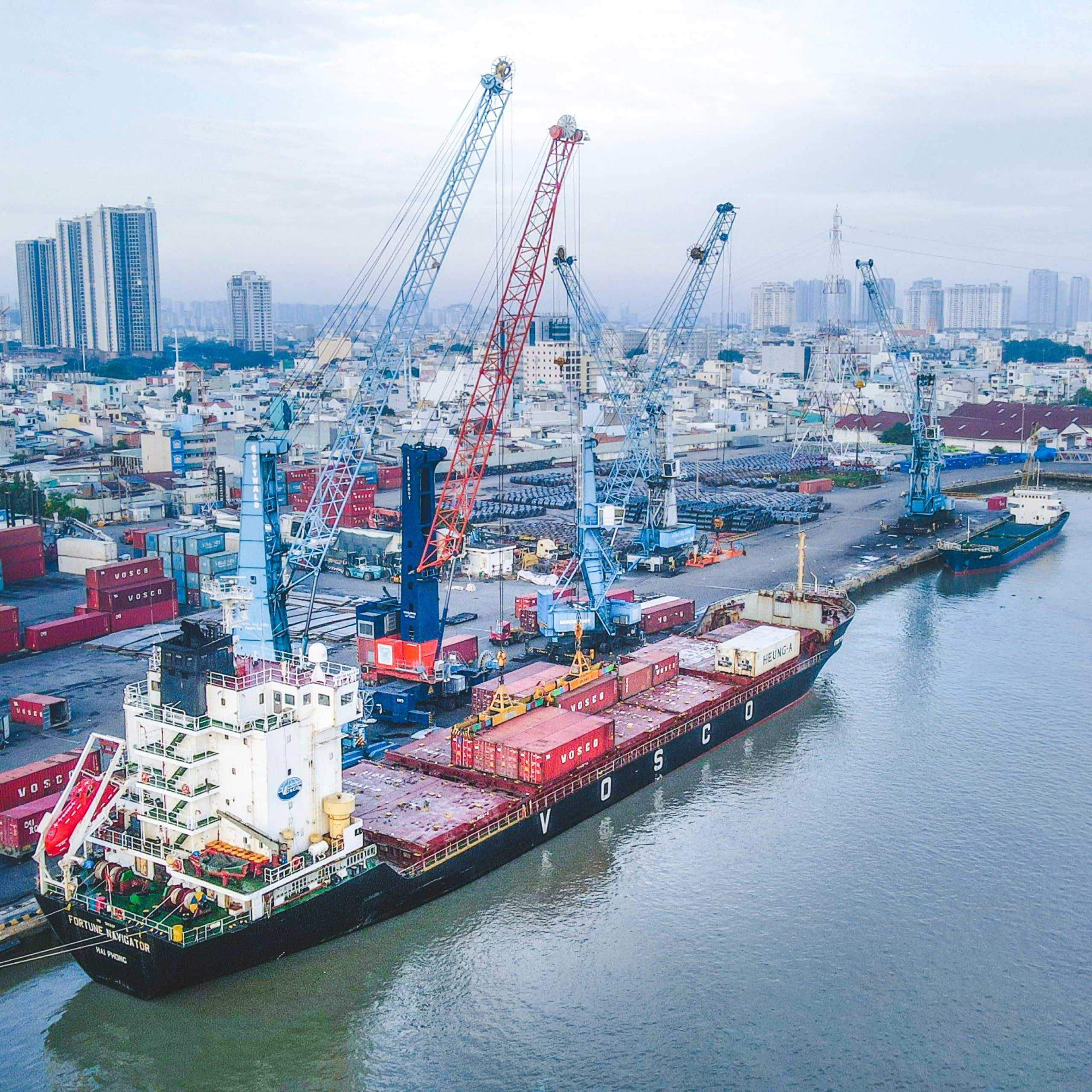
Основной вид на порт

Порт Сайго́н (вьет. Sài Gòn) — сеть портов в городе Хошимин, крупный порт Вьетнама. Расположен вдоль реки Сайгон, в 80 километрах от дельты Меконга, которая открывается в Южно-Китайское море.

## История

#### Древний период
С XVIII века многие иностранные суда занимались торговой деятельностью. В 1835 году Король Минь Манг издал указ, в котором говорилось: «Западным судам разрешено становиться на якорь только в порту Дананга, и им запрещено торговать в других морских портах». После подписания Сайгонского договора в апреле 1863 года в Хюэ, Сайгонский торговый порт официально функционировал под французским управлением. Он стал крупнейшим портом в Индокитае и быстро превратился в 7-й по загруженности порт по грузообороту.

#### XX-век
В 1955 после поражения французских колонизаторов управление Сайгонским портом было передано правительству Южного Вьетнама под названием Сайгонский порт Ня Тхыонг. После объединения страны Сайгонский торговый порт был переименован в порт Сайгон. К 1993 порт был преобразован в государственное предприятие.

#### Настоящее время
2000 год: Годовая мощность обработки грузов успешно увеличена до 16 миллионов тонн. 2009 год: Порт достиг рекордной пропускной способности в 14 миллионов тонн. Начато строительство порта - Хьеп Фуок. 2010 год: Совместные порты в районе Ба Риа работали с причалами длиной 1800 метров, способными принимать суда водоизмещением до 165 000 дедвейт. 2015: Порт преобразован в акционерное общество, действующее по сей день. 2019: функционируют 3 причала порта Сайгон Хьепфуок общей протяженностью 800 м. Кроме того, 2 якорные стоянки могут принимать суда грузоподъемностью от 30 000 до 50 000 дедвейт. 2021: Начались исследования, строительство значимых проектов, чтобы ускорить развитие и соответствовать престижной репутации и внутреннему потенциалу.